# Jan Piotrowski
brasão
Jan Piotrowski (Szczurowa, Polônia, 5 de janeiro de 1953) é um clérigo polonês e bispo católico romano de Kielce.
Jan Piotrowski entrou no seminário da diocese de Tarnów em 1972 e recebeu o sacramento da ordenação em 25 de maio de 1980. Depois de anos como capelania na diocese de Tarnów, ele foi para Brazzaville, no Congo, como missionário por seis anos em 1985. De 1991 a 1997 trabalhou em Roma para a difusão da fé. Durante este tempo, ele também estudou missiologia no Institut Catholique de Paris por dois anos. Em 1997, ele concluiu o doutorado neste assunto na Academia Teológica de Varsóvia. O ol. PhD. Em 1999 e 2000, ele serviu como missionário no Peru.
De 2000 a 2010, Piotrowski foi Diretor Nacional das Pontifícias Obras Missionárias na Polônia. Em 2004 foi agraciado com o título honorário de Capelão Honorário Papal (Monsenhor). Desde 2009 ele é pastor em Nowy Sącz.
Em 14 de dezembro de 2013, o Papa Francisco o nomeou bispo titular de Sinitis e bispo auxiliar em Tarnów. Ele e Stanisław Salaterski, nomeado na mesma época, foram ordenados bispos pelo bispo de Tarnów, Andrzej Jeż, em 25 de janeiro do ano seguinte. Os co-consagradores foram o Núncio Apostólico na Polônia, Arcebispo Celestino Migliore, e o bispo auxiliar emérito em Tarnów, Władysław Bobowski.
Em 11 de outubro de 2014, o Papa Francisco o nomeou Bispo de Kielce. A posse ocorreu em 29 de novembro do mesmo ano.
Em 2014, o Cardeal Grande Mestre Edwin Frederick O’Brien nomeou-o Grande Oficial da Ordem dos Cavaleiros do Santo Sepulcro em Jerusalém. Em 29 de novembro de 2014, a solene investidura na Tenência polonesa ocorreu na Catedral da Assunção em Kielce.